# 山田潤
山田 潤（やまだ じゅん、1971年8月30日 - ）は、埼玉県新座市出身の元プロ野球選手（内野手、外野手）。

## 来歴・人物
城西大城西高から朝日大学に進学。東海地区大学野球連盟に加盟する同校の硬式野球部では、通算16本塁打で首位打者に3回輝き、4年秋は三冠王を獲得するなど活躍を見せた。4年の大学選手権では本塁打を放つ。
1993年のプロ野球ドラフト会議で西武ライオンズから2位指名を受けて入団。大学及び所属連盟初のプロ野球選手となった。右の大砲候補として期待された。
1996年に一軍初出場。
1997年の対ヤクルトスワローズとの日本シリーズでは、同年シーズン終了時点で一軍通算4試合の出場しかなかった山田が第1戦で7番・レフトでスタメンに抜擢される。相手の先発左腕・石井一久対策であったが、結局不発に終わってしまった。
1998年は一軍出場なしに終わり、シーズン終了後に高山健一との交換トレードで広島東洋カープへ移籍。
1999年9月26日の対横浜ベイスターズ戦では五十嵐英樹からサヨナラ打となる内野安打を放つなど、同年は一軍で21試合に出場した。
2000年は一軍出場5試合に留まり、シーズン終了後に広島を退団。
2001年から社会人野球の一光でプレーした。
2007年から東北楽天ゴールデンイーグルスで中部地区（東海・北陸）担当のアマスカウトを務め、中川大志、則本昂大、安田悠馬、松井友飛らの獲得に携わった。
2024年限りで楽天を退任し、2025年1月より中日ドラゴンズのスカウトに就任。

## 詳細情報

### 年度別打撃成績
| 年 度     | 球 団     | 試 合 | 打 席 | 打 数 | 得 点 | 安 打 | 二 塁 打 | 三 塁 打 | 本 塁 打 | 塁 打 | 打 点 | 盗 塁 | 盗 塁 死 | 犠 打 | 犠 飛 | 四 球 | 敬 遠 | 死 球 | 三 振 | 併 殺 打 | 打 率 | 出 塁 率 | 長 打 率 | O P S |
| --------- | --------- | ----- | ----- | ----- | ----- | ----- | -------- | -------- | -------- | ----- | ----- | ----- | -------- | ----- | ----- | ----- | ----- | ----- | ----- | -------- | ----- | -------- | -------- | ----- |
| 1996      | 西武      | 1     | 3     | 3     | 0     | 0     | 0        | 0        | 0        | 0     | 0     | 0     | 0        | 0     | 0     | 0     | 0     | 0     | 2     | 0        | .000  | .000     | .000     | .000  |
| 1997      | 西武      | 3     | 5     | 5     | 1     | 2     | 1        | 0        | 1        | 6     | 2     | 0     | 0        | 0     | 0     | 0     | 0     | 0     | 1     | 1        | .400  | .400     | 1.200    | 1.600 |
| 1999      | 広島      | 21    | 36    | 33    | 0     | 7     | 1        | 0        | 0        | 8     | 1     | 0     | 0        | 0     | 0     | 2     | 1     | 1     | 14    | 3        | .212  | .278     | .242     | .520  |
| 2000      | 広島      | 5     | 6     | 6     | 0     | 1     | 0        | 0        | 0        | 1     | 0     | 0     | 0        | 0     | 0     | 0     | 0     | 0     | 4     | 0        | .167  | .167     | .167     | .333  |
| 通算：4年 | 通算：4年 | 30    | 50    | 47    | 1     | 10    | 2        | 0        | 1        | 15    | 3     | 0     | 0        | 0     | 0     | 2     | 1     | 1     | 21    | 4        | .213  | .260     | .319     | .579  |

### 記録
- 初出場・初先発出場：1996年9月28日、対福岡ダイエーホークス26回戦（西武ライオンズ球場）、8番・指名打者として先発出場
- 初安打：1997年10月7日、対福岡ダイエーホークス27回戦（福岡ドーム）、7回表に藤井将雄から二塁打
- 初本塁打・初打点：1997年10月12日、対オリックス・ブルーウェーブ27回戦（西武ライオンズ球場）、4回裏に星野伸之から2ラン

### 背番号
- 45 （1994年 - 1998年）
- 47 （1999年 - 2000年）